# Jens Naessens
Jens Naessens (Deinze, 1 april 1991) is een Belgische profvoetballer die speelt bij Knokke FC. Hij is een aanvaller.

## Carrière
Via KMSK Deinze, Excelsior Moeskroen en Club Brugge geraakte hij in 2006 bij de jeugdwerking van SV Zulte Waregem. In 2010 maakte hij de overstap naar de A-kern. Op 12 maart 2011 liet trainer Hugo Broos Naessens debuteren in Eerste klasse: hij viel in de 79e minuut in voor Moussa Traoré in een verloren thuiswedstrijd tegen STVV. Op 10 april verscheen hij voor het eerst in de basis aan de aftrap, dit tegen KVC Westerlo. Een week later werd zijn prestatie tegen Westerlo beloond met een nieuwe basisplaats uit bij KV Kortrijk. Naessens kroonde zich tot matchwinnaar met een doelpunt.
Naessens werd door Francky Dury, die jarenlang trainer van Zulte Waregem was geweest, geselecteerd voor de nationale beloften. Op 14 november 2011 maakte hij zijn eerste doelpunt voor de Jonge Rode Duivels: hij maakte de 1-1 in de kwalificatiewedstrijd voor het EK 2013 tegen Engeland.
Intussen had Naessens zich opgewerkt tot basisspeler van Essevee. In het seizoen 2011/12 behoedde hij de club voor een late degradatiestrijd door een hattrick te scoren tegen KVC Westerlo. In het seizoen 2012/13 maakte Naessens SV Zulte Waregem in de laatste speeldag van het seizoen virtueel landskampioen door een voorzet van Mbaye Leye, na voorbereidend werk van Franck Berrier en Thorgan Hazard, overhoeks binnen te koppen in het doel van RSC Anderlecht. Dit doelpunt werd enkele minuten nadien tenietgedaan door een afgeweken vrije trap.
Enkele maanden later, op 29 augustus 2013, scoorde Naessens de 1-2 in Cyprus tegen APOEL Nicosia, waardoor SV Zulte Waregem naar de poulefases van de Europa League ging.
In september 2020 leek de clubloze Naessens op weg naar de Italiaanse derdeklasser Catania Calcio, maar hij tekende uiteindelijk bij reeksgenoot Calcio Foggia. In zijn derde officiële wedstrijd voor de club, tegen Casertana FC, liep hij een gescheurde achillespees op. Per 1 december 2020 werd zijn contract ontbonden. Vijf maanden later ondertekende hij een contract voor één seizoen bij Lierse Kempenzonen.

## Statistieken
| Seizoen         | Club               | Competitie       | Competitie | Competitie | Beker | Beker | Europa | Europa | Totaal | Totaal |
| Seizoen         | Club               | Competitie       | Wed.       | Dlp.       | Wed.  | Dlp.  | Wed.   | Dlp.   | Wed.   | Dlp.   |
| --------------- | ------------------ | ---------------- | ---------- | ---------- | ----- | ----- | ------ | ------ | ------ | ------ |
| 2010/11         | SV Zulte Waregem   | Eerste klasse    | 6          | 1          | 0     | 0     | —      | —      | 6      | 1      |
| 2011/12         | SV Zulte Waregem   | Eerste klasse    | 28         | 6          | 1     | 0     | —      | —      | 29     | 6      |
| 2012/13         | SV Zulte Waregem   | Eerste klasse    | 34         | 6          | 3     | 0     | —      | —      | 37     | 6      |
| 2013/14         | SV Zulte Waregem   | Eerste klasse    | 27         | 6          | 2     | 0     | 8      | 1      | 37     | 7      |
| 2014/15         | KV Mechelen        | Eerste klasse    | 19         | 3          | 3     | 0     | —      | —      | 22     | 3      |
| 2015/16         | KV Mechelen        | Eerste klasse    | 18         | 1          | 3     | 0     | —      | —      | 21     | 1      |
| 2015/16         | → Antwerp FC       | Tweede klasse    | 7          | 0          | 0     | 0     | —      | —      | 7      | 0      |
| 2016/17         | → SV Zulte Waregem | Eerste klasse    | 12         | 1          | 3     | 0     | —      | —      | 15     | 1      |
| 2017/18         | KVC Westerlo       | Eerste klasse B  | 27         | 8          | 1     | 0     | —      | —      | 28     | 8      |
| 2018/19         | KVC Westerlo       | Eerste klasse B  | 30         | 8          | 1     | 0     | —      | —      | 31     | 8      |
| 2019/20         | KSV Roeselare      | Eerste klasse B  | 17         | 5          | 1     | 0     | —      | —      | 18     | 5      |
| 2020/21         | Calcio Foggia      | Serie C          | 3          | 0          | 0     | 0     | —      | —      | 3      | 0      |
| 2021/22         | Lierse Kempenzonen | Eerste klasse B  | 23         | 2          | 2     | 0     | —      | —      | 25     | 2      |
| 2022/23         | Lierse Kempenzonen | Eerste klasse B  | 13         | 1          | 0     | 0     | —      | —      | 13     | 1      |
| 2023/24         | Knokke FC          | Eerste nationale | 13         | 5          | 4     | 2     | —      | —      | 17     | 7      |
| Carrière totaal | Carrière totaal    | Carrière totaal  | 277        | 53         | 24    | 2     | 8      | 1      | 309    | 56     |

## Erelijst
| Competitie       | Aantal | Jaren   |
| ---------------- | ------ | ------- |
| Beker van België | 1x     | 2016/17 |